# Axel Hervelle
Axel Marie Gustave Hervelle (Liegi, 12 maggio 1983) è un ex cestista belga, di ruolo ala grande.

## Carriera
Dal 2004 al 2010, prima di passare al Bilbao Basket, gioca nel Real Madrid dove è per anni uno dei titolari fissi della franchigia.
Col Real ha vinto due campionati nazionali (2004-05 e 2006-07) e l'ULEB Cup (2006-07).
Nel 2005 viene scelto al secondo giro del Draft dai Denver Nuggets. Decide però di rimanere a giocare in Europa.
Con il Belgio ha disputato tre edizioni dei Campionati europei (2013, 2015, 2017).

## Palmarès
- Campionato spagnolo: 2

Real Madrid: 2004-05, 2006-07
- ULEB Cup: 1

Real Madrid: 2006-07